# Mark Wirtz
Mark Philipp Wirtz (* 3. September 1943 in Straßburg, Elsass; † 7. August 2020 in Springfield (Georgia)) war ein in den Vereinigten Staaten lebender Musikproduzent, Komponist, Arrangeur, Musiker, Entertainer, Stand-up-Comedian, Autor und Maler.
Als Produzent, Komponist und Arrangeur arbeitete Wirtz mit zahlreichen Künstlern zusammen, darunter Kippington Lodge, Marlene Dietrich, Wanda Jackson, Kim Fowley, Caroline Munro, Nicky Hopkins, Thomas Fritsch, Samantha Jones, Kris Ife, Grapefruit und Richard Barnes.
Als Musiker veröffentlichte Mark Wirtz sowohl unter eigenem Namen als auch unter verschiedenen Pseudonymen, etwa Mark Rogers, The Sweetshop (mit seiner damaligen Ehefrau Ross Hannaman), Philwit & Pegasus (mit Maria Feltham), Mood Mosaic und anderen. Als Autor schrieb Wirtz Kolumnen für Zeitschriften und veröffentlichte mehrere Romane. Seine Eltern, Marga und Heinrich Wirtz, lebten in Frechen bei Köln, wo er auch seine Kindheit verbrachte.

## Leben und Wirken
Geboren in Straßburg, aufgewachsen in Köln, studierte Mark Wirtz Anfang der 1960er Jahre Kunst und Schauspiel in London. Seine Band The Beatcrackers bekam 1963 einen Plattenvertrag und machte Aufnahmen als Mark Rogers and the Marksmen.
1965 begann Wirtz als Produzent zu arbeiten. Zu seinen frühen Veröffentlichungen gehören u. a. das Album Latin a Go-Go (Mark Wirtz Chorus and Orchestra, 1965) und die Singles A Touch of Velvet – A Sting of Brass (The Mood Mosaic featuring The Ladybirds, 1966, später die Erkennungsmelodie von Dave Lee Travis – Radio Caroline, des Beat-Clubs und des Musikladens), My White Bicycle (Tomorrow, 1967) und Excerpt from "A Teenage Opera" (auch bekannt als Grocer Jack, Keith West and the Mark Wirtz Orchestra, 1967). Letzteres war Teil einer geplanten Rockoper, die jedoch nie vollendet wurde (1998 erschien eine Kompilation verschiedener Songs als Teenage Opera, von denen jedoch nur vier ursprünglich für das Werk vorgesehen waren: Grocer Jack, Sam, Weatherman und Theme). Grocer Jack wurde 1968 mit dem Ivor Novello Award in der Kategorie „Novelty Song of the Year“ ausgezeichnet.
1970 verließ Wirtz Europa, um als Musikproduzent in Hollywood zu arbeiten. Zu den Künstlern, mit denen er in den 1970ern zusammenarbeitete, gehören neben vielen anderen Helen Reddy, Leon Russell, Vicky Leandros, Kim Carnes und Dean Martin.
1979 zog sich Wirtz aus dem Musikgeschäft zurück, um sich um die Erziehung seiner Tochter zu kümmern. Neben den unterschiedlichsten Jobs nahm er in dieser Zeit Schauspielunterricht und begann, als Stand-up-Comedian aufzutreten.
1996 zog Wirtz nach Savannah (Georgia). Er schrieb Kolumnen für Zeitschriften, stellte seine Gemälde aus und veröffentlichte 2002 unter dem Pseudonym Michael Sinclair seinen ersten Roman Sisyphus Rocks. 2003 folgte unter eigenem Namen der Roman Love is Eggshaped, zu dem 2005 ein Soundtrack erschien (Mark Wirtz Eartheatre).
Als Produzent hatte Wirtz 2004 auf Bitten seiner Tochter, die mittlerweile in Spanien lebte, die erste CD der Band Les Philippes, Philantropic Philanthropy, produziert. Nach diesem Wiedereinstieg ins Musikgeschäft produzierte Wirtz weitere Aufnahmen, darunter auch eigene wie Lost Pets 2 (2011).
Mark Wirtz starb am 7. August 2020 in Springfield (Georgia) an den Folgen einer Demenz-Erkrankung.